# 베이비 스텝
베이비 스텝(일본어: ベイビーステップ 베이비 스텟푸[*])은 카즈키 히카루가 그린 일본의 소년 만화이다. 『주간 소년 매거진』(고단샤)의 2007년 46호부터 2017년 48호까지 연재되었으며, 2014년 4월부터 9월까지 NHK 교육 텔레비전에서 TV 애니메이션화되어 제1기로 방영되었으며, 2015년 4월부터 9월까지 제2기로 방영되었다.

## 주요 내용
꼼꼼하고 성실한 남학생인 마루오 에이이치로가 테니스의 매력에 눈을 떠 성장해 나가는 청춘 드라마로 "모든 공을 사로잡아 조종하면 이론적으로 패하지 않는다."는 말을 신조로 하여 프로 테니스 선수를 지향하는 이야기다.
참고로 영어 제목에는 's'가 붙지만 일어 제목에는 단수 취급되고 있다.

## 등장인물
- 미나미 테니스 클럽
- 오오스기 교교 소속
- 국내 테니스 선수
- 플로리다 테니스 아카데미
- 기타 주요 등장 인물

## 드라마
동명 타이틀의 실사 드라마가 2016년 7월 22일부터 Amazon 프라임 비디오에서 전달 개시. 이와타 카즈유키가 감독 코바야시 유우지가 각본을 담당.